# Ronde van Frankrijk voor vrouwen 2024

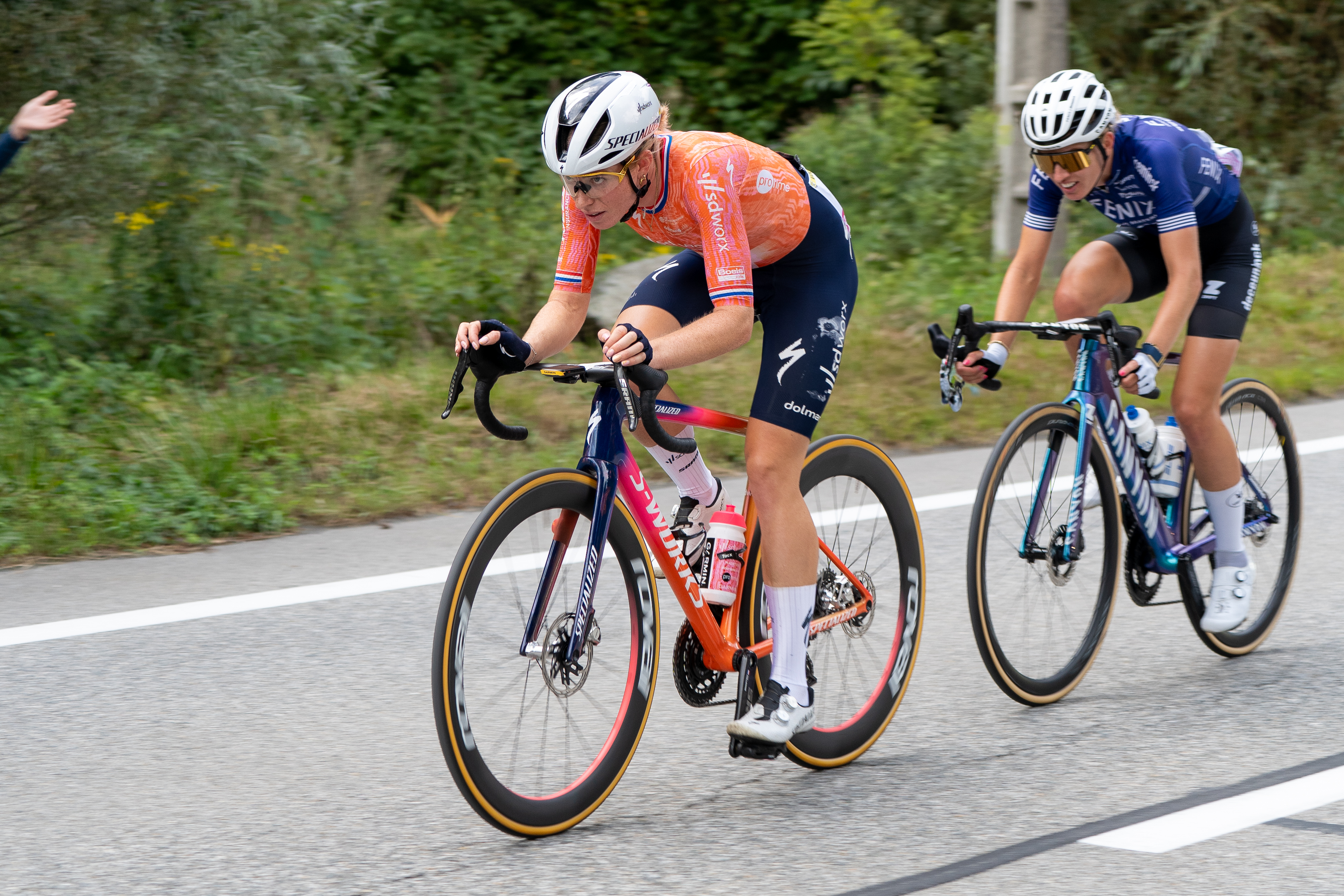
Demi Vollering in etappe 8 in de aanval op weg naar de Alpe d'Huez. Deze etappe zou ze winnen, maar voor het eindklassement 3 seconden tekort komen.

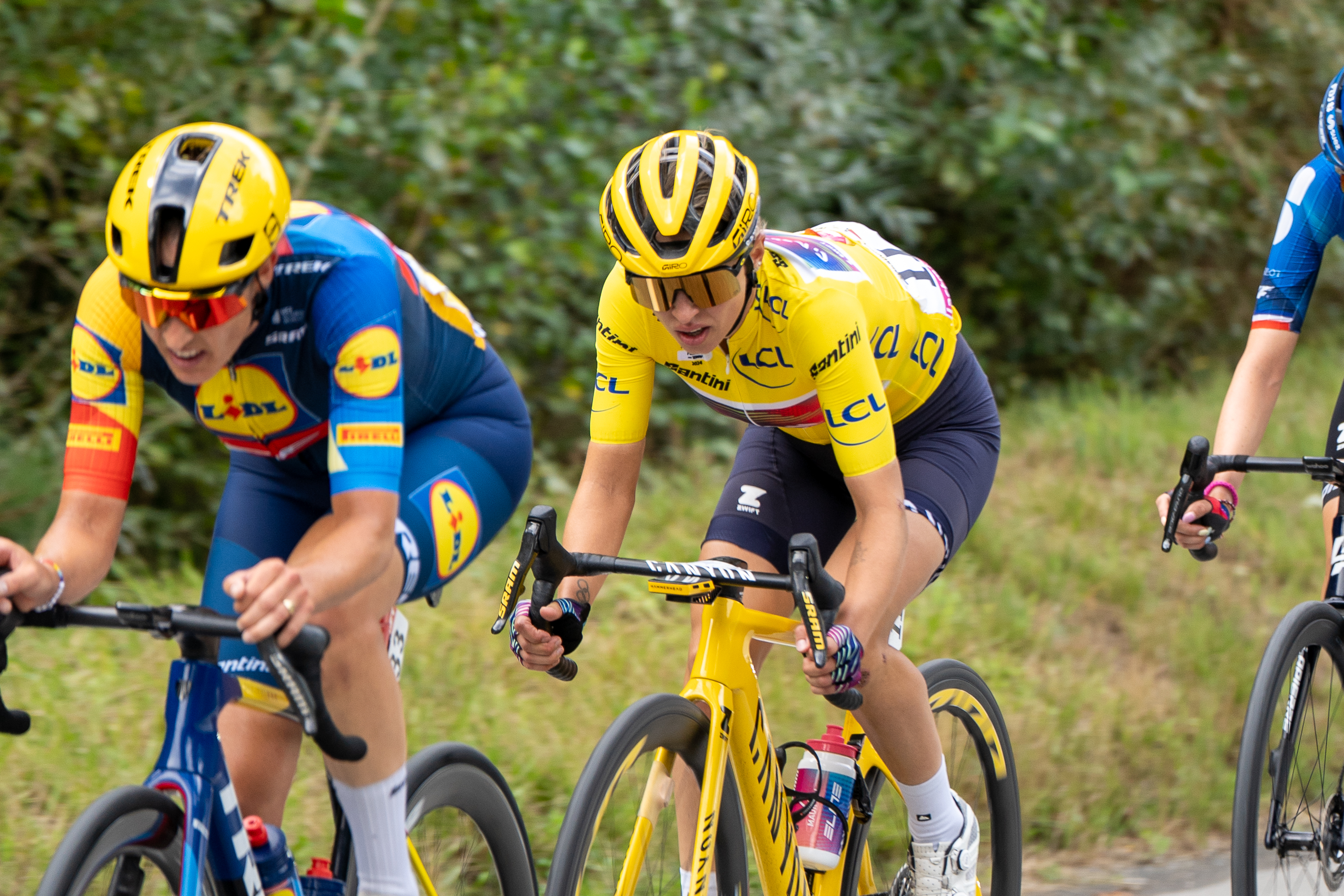
Gele-trui winnaar Katarzyna Niewiadoma in de achtervolging tijdens de 8e etappe naar Alpe d'Huez.

De Ronde van Frankrijk voor vrouwen 2024 ((fr)  Tour de France Femmes 2024) vond plaats van 12 tot 18 augustus 2024. Gedurende zeven dagen waren er acht etappes. De start was in Rotterdam, met een eerste etappe van 124 kilometer naar Den Haag. 
Op 13 augustus werden er in de ochtend een etappe tussen Dordrecht en Rotterdam, en in de middag een tijdrit in Rotterdam verreden. De Tour verliet Nederland tijdens de vierde etappe die van start ging in Valkenburg en finishte in de Belgische stad Luik. De wedstrijd vond plaats tussen de Olympische Spelen van Parijs en de Paralympische Spelen in. Dit is de eerste editie van de Tour de France Femmes die buiten Frankrijk startte, of überhaupt buiten Frankrijk rijdt. De wedstrijden werden uitgezonden in 190 landen.
Marion Rousse, oud renster en koersdirecteur van de vrouweneditie van de Tour de France vindt de keuze voor Nederland logisch, omdat de Nederlandse vrouwen in het peloton domineren.

## Deelnemende ploegen
Alle vijftien World-Tourploegen namen deel, aangevuld met zeven continentale ploegen, waaronder het Belgische Lotto Dstny Ladies.
| UCI-World Tourteams | UCI-World Tourteams                                                                            | UCI-continentale teams | UCI-continentale teams |
| --- | ---------------------------------------------------------------------------------------------- | --- | ---------------------- |
| AG Insurance-Soudal Canyon-SRAM Ceratizit-WNT DSM-Firmenich PostNL FDJ-SUEZ Fenix-Deceuninck Human Powered Health Lidl-Trek | Liv AlUla Jayco Movistar Roland SD Worx-Protime UAE Team ADQ Visma-Lease a Bike Uno-X Mobility | Arkéa-B&B Hotels Cofidis EF Education-Cannondale Laboral Kutxa-Fundación Euskadi Lotto Dstny Ladies Saint Michel-Mavic-Auber 93 Tashkent City |                        |

## Etappe-overzicht
Op 25 oktober 2023 werd het parcours bekendgemaakt door organisatiedirecteur Marion Rousse. Tijdens de eerste etappe zijn de eerste bergpunten - en dus de bolletjestrui - te verdienen in de nieuwe Maasdeltatunnel, die door het vrouwenpeloton voor het eerst in gebruik zal worden genomen.
| Datum       | Etappe  | Start – Finish                 | Afstand (in km) | Type                | Winnares         | Ploeg                          | Klassementsleider    |
| ----------- | ------- | ------------------------------ | --------------- | ------------------- | ---------------- | ------------------------------ | -------------------- |
| 12 augustus | 1       | Rotterdam - Den Haag           | 124             | Vlakke rit          | Charlotte Kool   | Team DSM-Firmenich PostNL      | Charlotte Kool       |
| 13 augustus | 2       | Dordrecht – Rotterdam          | 67              | Vlakke rit          | Charlotte Kool   | Team DSM-Firmenich PostNL      | Charlotte Kool       |
| 13 augustus | 3       | Rotterdam                      | 6,3             | Individuele tijdrit | Demi Vollering   | Team SD Worx-Protime           | Demi Vollering       |
| 14 augustus | 4       | Valkenburg – Luik              | 122             | Heuvelrit           | Puck Pieterse    | Fenix-Deceuninck               | Demi Vollering       |
| 15 augustus | 5       | Bastenaken – Amnéville         | 150             | Heuvelrit           | Blanka Vas       | Team SD Worx-Protime           | Katarzyna Niewiadoma |
| 16 augustus | 6       | Remiremont – Morteau           | 160             | Heuvelrit           | Cédrine Kerbaol  | CERATIZIT-WNT Pro Cycling Team | Katarzyna Niewiadoma |
| 17 augustus | 7       | Champagnole – Le Grand-Bornand | 89,8            | Bergrit             | Justine Ghekiere | AG Insurance-Soudal Team       | Katarzyna Niewiadoma |
| 18 augustus | 8       | Le Grand-Bornand – Alpe d'Huez | 150             | Bergrit             | Demi Vollering   | Team SD Worx-Protime           | Katarzyna Niewiadoma |
| Totaal:     | Totaal: | Totaal:                        | 946,3 km        | 946,3 km            | 946,3 km         | 946,3 km                       | 946,3 km             |

## Klassementsverloop
| Etappe #       | Winnares         | Algemeen klassement  | Puntenklassement | Bergklassement   | Jongerenklassement | Ploegenklassement              | Strijdlust            |
| -------------- | ---------------- | -------------------- | ---------------- | ---------------- | ------------------ | ------------------------------ | --------------------- |
| 1              | Charlotte Kool   | Charlotte Kool       | Charlotte Kool   | Cristina Tonetti | Anniina Ahtosalo   | CERATIZIT-WNT Pro Cycling Team | Yurani Blanco         |
| 2              | Charlotte Kool   | Charlotte Kool       | Charlotte Kool   | Cristina Tonetti | Anniina Ahtosalo   | CERATIZIT-WNT Pro Cycling Team | Audrey De Keersmaeker |
| 3              | Demi Vollering   | Demi Vollering       | Charlotte Kool   | Cristina Tonetti | Anniina Ahtosalo   | CERATIZIT-WNT Pro Cycling Team | Niet uitgereikt       |
| 4              | Puck Pieterse    | Demi Vollering       | Charlotte Kool   | Puck Pieterse    | Puck Pieterse      | EF-Oatly-Cannondale            | Justine Ghekiere      |
| 5              | Blanka Vas       | Katarzyna Niewiadoma | Charlotte Kool   | Puck Pieterse    | Puck Pieterse      | Lidl-Trek                      | Loes Adegeest         |
| 6              | Cédrine Kerbaol  | Katarzyna Niewiadoma | Marianne Vos     | Justine Ghekiere | Puck Pieterse      | Lidl-Trek                      | Cédrine Kerbaol       |
| 7              | Justine Ghekiere | Katarzyna Niewiadoma | Marianne Vos     | Justine Ghekiere | Puck Pieterse      | Lidl-Trek                      | Julie Van de Velde    |
| 8              | Demi Vollering   | Katarzyna Niewiadoma | Marianne Vos     | Justine Ghekiere | Puck Pieterse      | Lidl-Trek                      | Demi Vollering        |
| Eindklassement | Eindklassement   | Katarzyna Niewiadoma | Marianne Vos     | Justine Ghekiere | Puck Pieterse      | Lidl-Trek                      | Demi Vollering        |